# 梧州市第一中学
梧州市第一中学，通常简称为“梧州一中”，坐落在广西梧州市万秀区的蝴蝶山脚下。2001年广西首批通过立项的示范性普通高中，2002年11月被广西师范大学定为“教育科研实习基地”。。

## 历史和校址

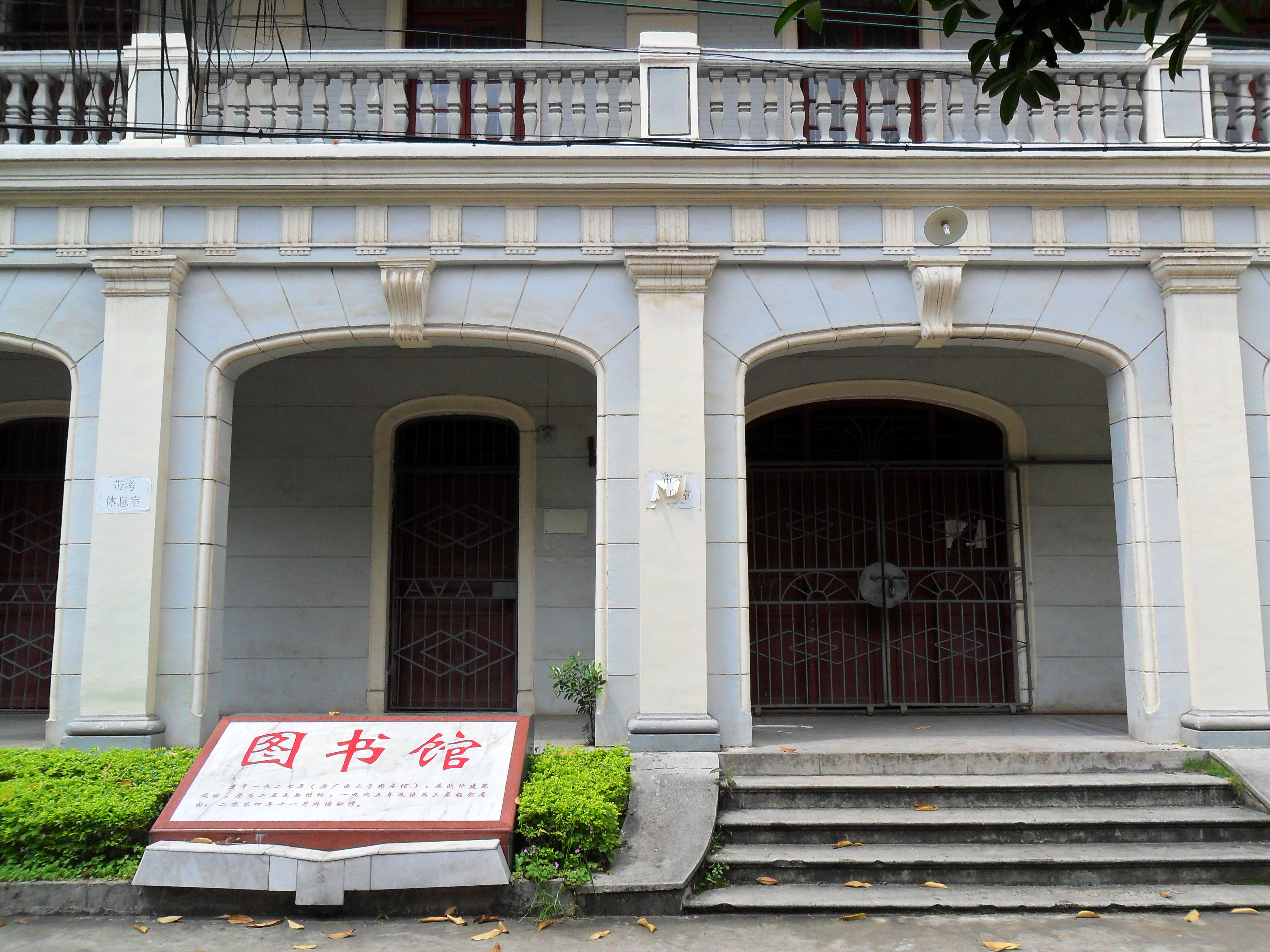
梧州一中图书馆(原广西大学图书馆，建于1927年）

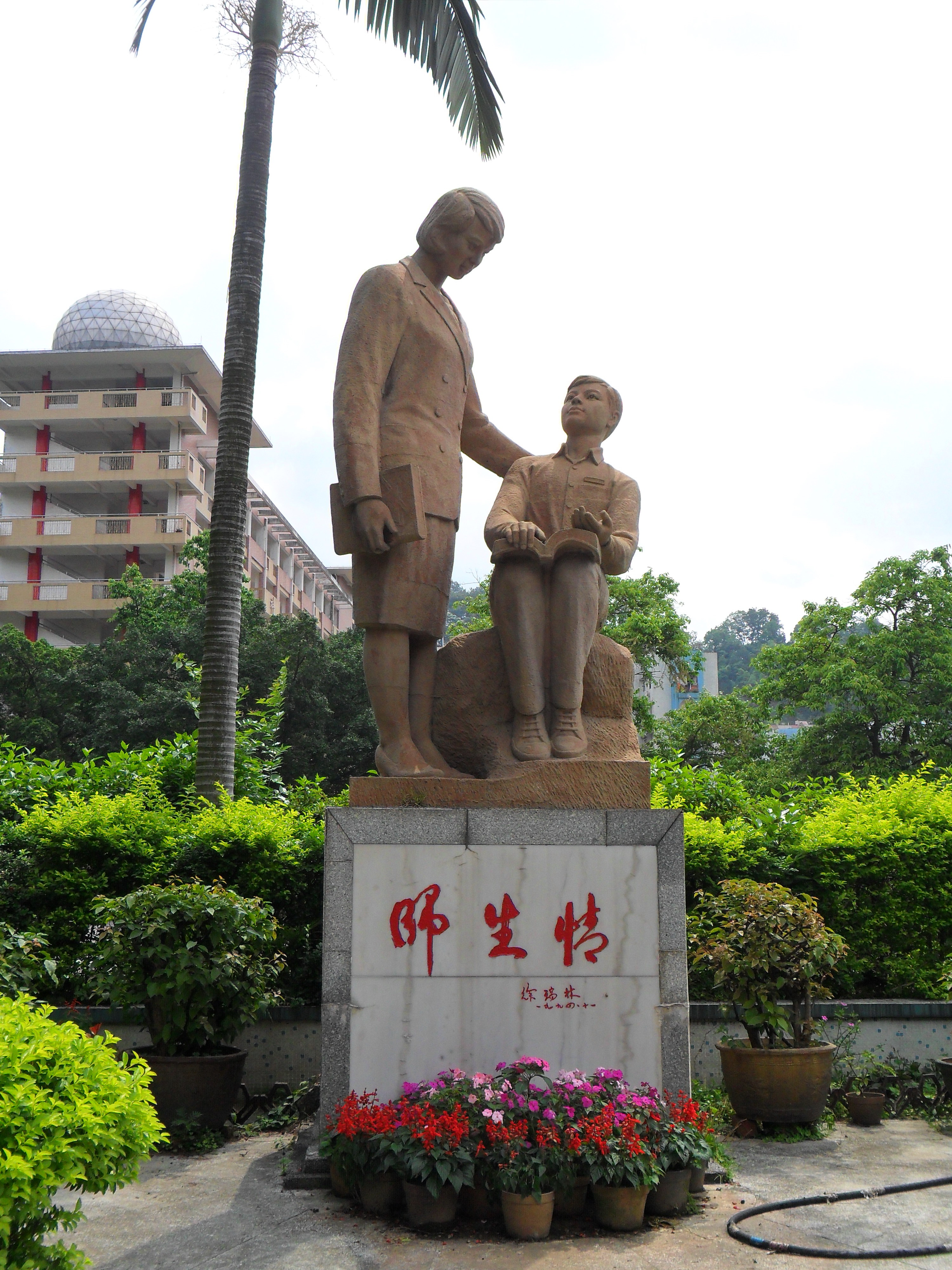
原梧州一中师生情像

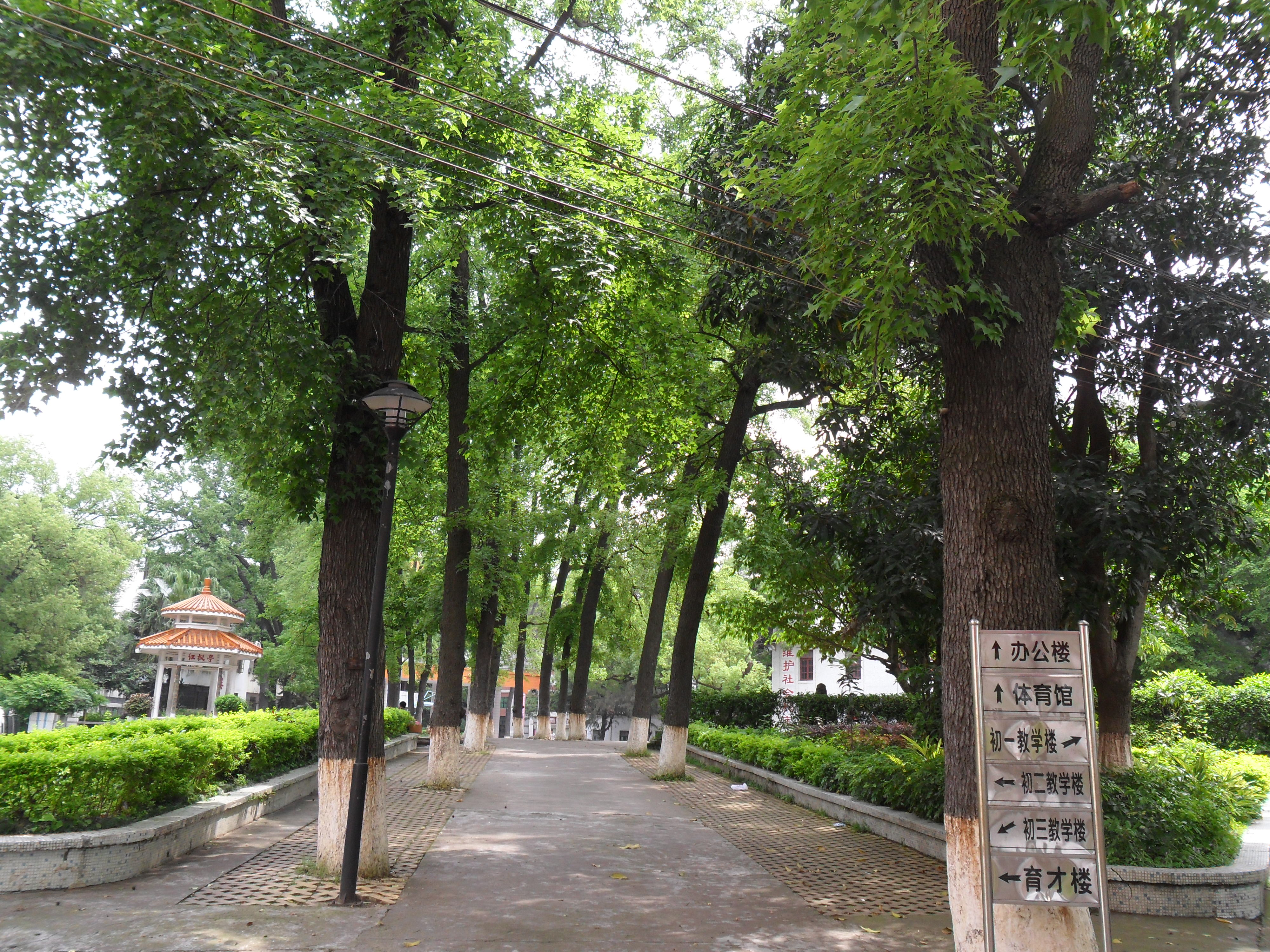
原梧州一中甬道

梧州一中，创校于1896年（清光绪22年），如今已有一百多年的办学历史，因此也有该校是广西最早建立的中学一说。目前该校是广西规模最大的一所完全中学之一。梧州一中的前身是晚清优贡严式镠在梧州城内旧常平仓基址创办的中西学堂，曾先后改名为“梧州市中学堂”、“梧州中学校”、“广西省立二中”、“苍梧县立第一中学”等。梧州一中同时也是一所有着厚重底蕴、英才辈出的百年名校，原中央人民政府副主席李濟深、原中共广西省委书记陈漫远等都是一中校友。目前该校已于2012年9月3日正式搬迁至新校区。新校区的面积覆盖了原梧州一中高中部、原梧州学院西校区和原梧州高中旧址。